# Jean-Marie Lehn

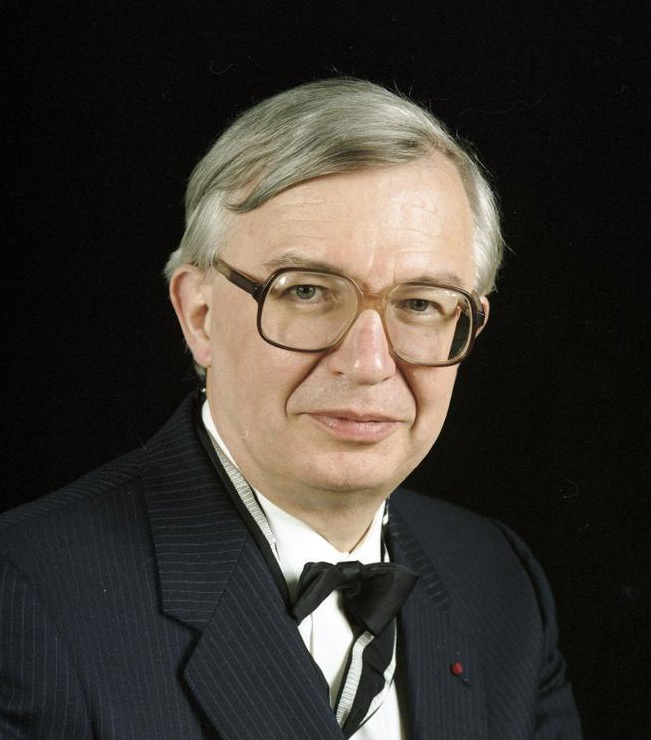
Jean-Marie Lehn (1991)

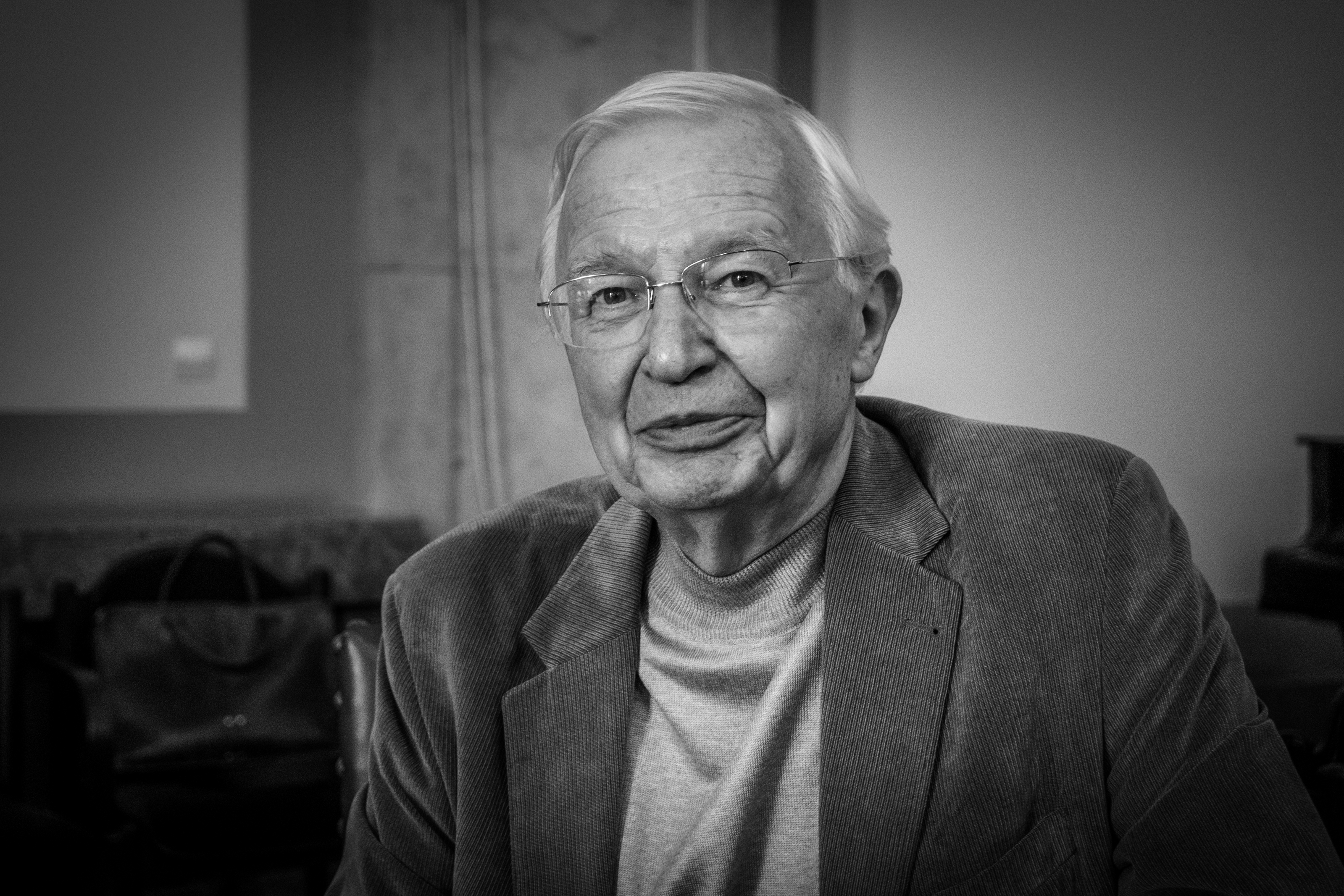
Jean-Marie Lehn (2018)

Jean-Marie Pierre Lehn (* 30. September 1939 in Rosheim, Elsass) ist ein französischer Chemiker. Zusammen mit Donald Cram und Charles Pedersen wurde er 1987 für seine Arbeit im Forschungsfeld der Supramolekularen Chemie mit dem Nobelpreis für Chemie ausgezeichnet.

## Leben
Jean-Marie Lehn wurde am 30. September 1939 in der Stadt Rosheim (Frankreich) geboren. Sein Vater, Pierre Lehn, war Bäcker und besaß eine große Leidenschaft für die Musik. Seine Mutter, Marie Lehn, war Hausfrau und kümmerte sich mit um die Bäckerei. Jean-Marie Lehn hatte vier Brüder, von denen er der älteste war. Zusammen mit dem Nächstgeborenen half er oft im Laden aus und unterstützte seine Mutter. Wie sein Vater spielte er Orgel und Klavier, während seine Leidenschaft zu den Naturwissenschaften wuchs. 1950 bis 1957 besuchte er auf dem Gymnasium die Fächer Latein, Griechisch, Deutsch, Englisch, französische Literatur, Philosophie und Naturwissenschaften. Im Juli 1957 erwarb er sein Baccalauréat ès lettres und im September des gleichen Jahres auch in Sciences. Danach studierte er an der Universität Straßburg und erwarb dort 1960 die Licence ès Sciences. Er spezialisierte sich weiter im Bereich Physik, Chemie, Naturwissenschaften und wurde 1960 Juniormitglied im Centre national de la recherche scientifique. Kurze Zeit darauf (1961) schrieb er seine erste wissenschaftliche Abhandlung über die induzierte Verschiebung von Protonen-NMR-Signalen an Substituenten der Steroidderivate. Anschließend promovierte er 1963 in Chemie an der Universität Straßburg bei Guy Ourisson und ging danach zum Forschungsaufenthalt an die Harvard University, wo er mit dem Nobelpreisträger Robert B. Woodward zusammen an der Synthese von Vitamin B12 arbeitete. Diese Phase sollte eine der entscheidenden Phasen in seinem Wissenschaftlerleben sein. Er belegte einen Kurs in Quantenmechanik und führte seine ersten Berechnungen zusammen mit Roald Hoffmann durch – dadurch wurde er Zeuge bei der Entstehung der Woodward-Hoffmann-Regeln. 1965 heiratete er Sylvie Lederer, mit der er gemeinsam zwei Söhne bekam, David  (geb. 1966) und Mathias (geb. 1969).
Im Jahre 1966 wurde er Maître de conférences (äquivalent mit Assistenzprofessor) und 1970 Professor für Chemie an der Louis Pasteur Universität Straßburg; seit 1979 ist er zusätzlich Professor für molekulare Wechselwirkungen am Collège de France in Paris. Außerdem ist er einer der Direktoren des Instituts für Nanotechnologie des Karlsruher Institut für Technologie und Gastprofessor an der ETH Zürich und an den Universitäten Harvard, Cambridge, Barcelona und Frankfurt.
1980 wurde Lehn in die American Academy of Arts and Sciences und in die National Academy of Sciences gewählt. 1987 wurde er in die American Philosophical Society aufgenommen. Er ist auswärtiges Mitglied der Deutschen Akademie der Naturforscher Leopoldina (seit 1985) und der Academia Europaea (seit 1988), Ehrenmitglied der Royal Irish Academy (seit 1999), korrespondierendes Mitglied der Akademie der Wissenschaften und der Literatur Mainz sowie der Akademie der Wissenschaften zu Göttingen und darüber hinaus in weiteren etwa 50 wissenschaftlichen Vereinigungen und Instituten.
Seit 2017 ist Jean-Marie Lehn Schirmherr des Prix Forcheurs Jean-Marie Lehn (französisch: Prix Forcheur Jean-Marie Lehn), der jedes Jahr von der Französischen Botschaft in Berlin und der Deutsch-Französischen Hochschule an ein deutsch-französisches Tandem für eine herausragende Kooperationsleistung in den Bereichen Chemie, Gesundheit und/oder Pharmakologie vergeben wird.

## Leistung
Lehn publizierte mehr als 400 wissenschaftliche Artikel und gehört mit zu den Pionieren der Entstehung des neuen Forschungsfelds der supramolekularen Chemie. Im Gegensatz zur molekularen Chemie, deren Einheiten die Atome sind, die durch kovalente Bindungen zusammengehalten werden, entstehen bei der supramolekularen Chemie durch Assoziationen von mehreren Molekülen komplexe Einheiten, die mit nicht-kovalenten intermolekularen Kräften aneinander gebunden werden. Aus der supramolekularen Chemie entwickelte sich später die Chemie der „selbstorganisierenden“ Prozesse und die adaptive Chemie.
Lehn leistete 1982 mit Raymond Ziessel Pionierarbeit in einem Teil der Künstlichen Photosynthese, der katalytischen Reduktion von Kohlendioxid unter Absorption von sichtbarem Licht mit organischen Ruthenium-Komplexen.

## Auszeichnungen
Lehn wurde 1982 mit dem Gay-Lussac-Humboldt-Preis ausgezeichnet. Er erhielt 1987 gemeinsam mit Donald J. Cram und Charles Pedersen den Nobelpreis für Chemie für die Entwicklung und Verwendung von Molekülen mit strukturspezifischer Wechselwirkung von hoher Selektivität und die Untersuchung der polycyclischen Cryptat-Käfigmoleküle.
2001 wurde er mit dem Österreichischen Ehrenkreuz für Wissenschaft und Kunst I. Klasse geehrt.
Weitere Preise unter anderem: Paracelsus-Preis, Forschungspreis der Alexander-von-Humboldt-Stiftung, Karl-Ziegler-Preis, Ettore-Majorana-Preis, Davy-Medaille der Royal Society, der Robert Robinson Award, die Lavoisier-Medaille der Société Française de Chimie. 2012 erhielt er die Sir Derek H. Barton Gold Medal.
Er hält Ehrendoktorate von über zwanzig Universitäten, unter anderem von der Universität Wien (2019).
Im Jahr 2014 wurde er zum Großoffizier der Ehrenlegion ernannt. 2015 war er Lars Onsager Lecturer. Für 2025 wurde Lehn der Primo-Levi-Preis zugesprochen.

## Arbeitsgebiete
Supramolekulare Chemie, molekulare Erkennung und Selbstorganisation, bioorganische Chemie, Nanotechnologie

## Schriften (Auswahl)
- J.-M. Lehn: Supramolecular Chemistry. Concepts and Perspectives. Wiley-VCH, Weinheim u. a. 1995, ISBN 3-527-29311-6.